# イケメン乙〜イケメン今日もおつかれさまです〜
『イケメン乙～イケメン今日もおつかれさまです～（イケメンおつ～イケメンきょうもおつかれさまです～）』は、朝日放送テレビ（ABCテレビ）の『ちょいバラ』内で放送されていたバラエティ番組。

## 概要
いま勢いに乗る若手女性芸人イワクラ（蛙亭）、熊元プロレス（紅しょうが）、荒川（エルフ）の仲良し3人組が、顔は良いけど中身に難ありの「おつかれイケメン」を観察するイケメン観察バラエティ。蛙亭中野率いる「私立イケメン学園」のロケVTRをスタジオから観察する。
勝負服チェックや筋トレ映像を女性芸人たちは視聴するが、その女性芸人たちを視聴するもう一人の人物がOA映像に映りこんでおり、本来の番組趣旨と異なる物語が動いている。
全10回放送。

## 出演者
- 蛙亭（イワクラ、中野）
- 熊元プロレス（紅しょうが）
- 荒川（エルフ）